# Крымское художественное училище имени Н. С. Самокиша
ГБПОУ «Художественное училище им. Н. С. Самокиша» — одно из старейших учебных заведений Крыма, выпускающее младших специалистов по направлению «Искусство» и специальностям: «Изобразительное искусство», «Дизайн».

## История

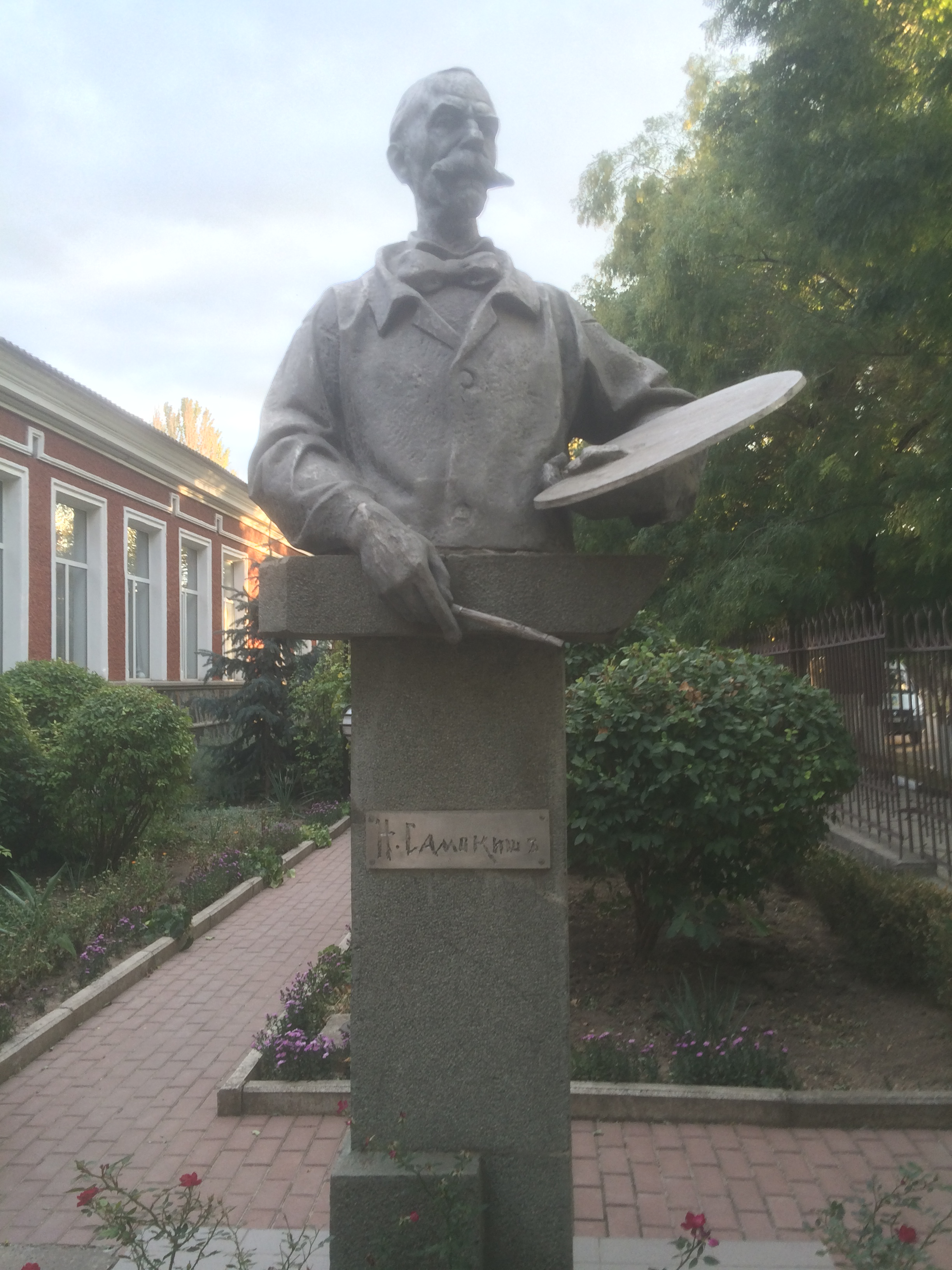
Памятник Самокишу

Художественное учебное заведение Крыма, было организовано Постановлением Совета Народных Комиссаров Крымской АССР № 192 от 28 июня 1937 года «О реорганизации студии им. академика Н. С. Самокиша в Государственное среднее художественное училище им. заслуженного деятеля искусств академика Н. С. Самокиша» на базе студии Самокиша Крымское художественное училище. Первый учебный год 75 принятых учащихся начали 19 октября 1937 года. Первым деятельным организатором училища стала Екатерина Михайловна Маркова. Первым директором был В. Богуславский, которому удалось решить болезненный для училища вопрос о постоянном помещении (занятия проходили в столовой турбазы на улице Шмидта): в декабре были выделены помещения в школе № 16 на улице Школьной, где училище обосновалось на 4 года.
Сразу же после освобождения Симферополя с апреля 1944 года училище продолжило свою работу. Многие преподаватели и учащиеся, участники Великой Отечественной войны, были награждены боевыми орденами и медалями.
В 1946—1947 учебном году начинают свою работу два новых отделения: театрально-декоративное и скульптурное. Первое осуществило два выпуска в 1951 и 1952, второе — 12 (с 1951 по 1967 гг.).
В 1960 году училище было переведено в новое, более просторное помещение на ул. Тамбовской,32, в котором оно находится и по настоящее время.

## Награды
- за успехи в работе награждается вымпелом ЦК ВЛКСМ «Как лучшему комсомольско-молодёжному коллективу за успехи во Всесоюзном социалистическом соревновании»;
- отмечается в докладе Академии художеств СССР в числе 5 училищ страны (из 102 представленных на выставке), как добившееся наилучших результатов по живописи на Всесоюзном научно-методическом совещании высших и средних художественных заведений в г. Ленинграде;
- награждается дипломом Главного комитета ВДНХ СССР «За подготовку квалифицированных специалистов на живописно-педагогическом отделении», а учащийся Александр Боляков — бронзовой медалью и денежной премией за участие в выставке «Творчество учащихся средних художественных учебных заведений СССР».
- 5 октября 2007 г. решением президиума Академии искусств Украины училище награждено Серебряной медалью за творческие достижения.

## Руководство
- Эннан Алимов (1937—1941)[1]
- Николай Бортников (с 1950)